# Werner Pochath
Werner Pochath (eigentlich Werner Pochlatko, * 29. September 1939 in Wien; † 18. April 1993 in Kempfenhausen, Bayern) war ein österreichischer Schauspieler.

## Leben und Karriere

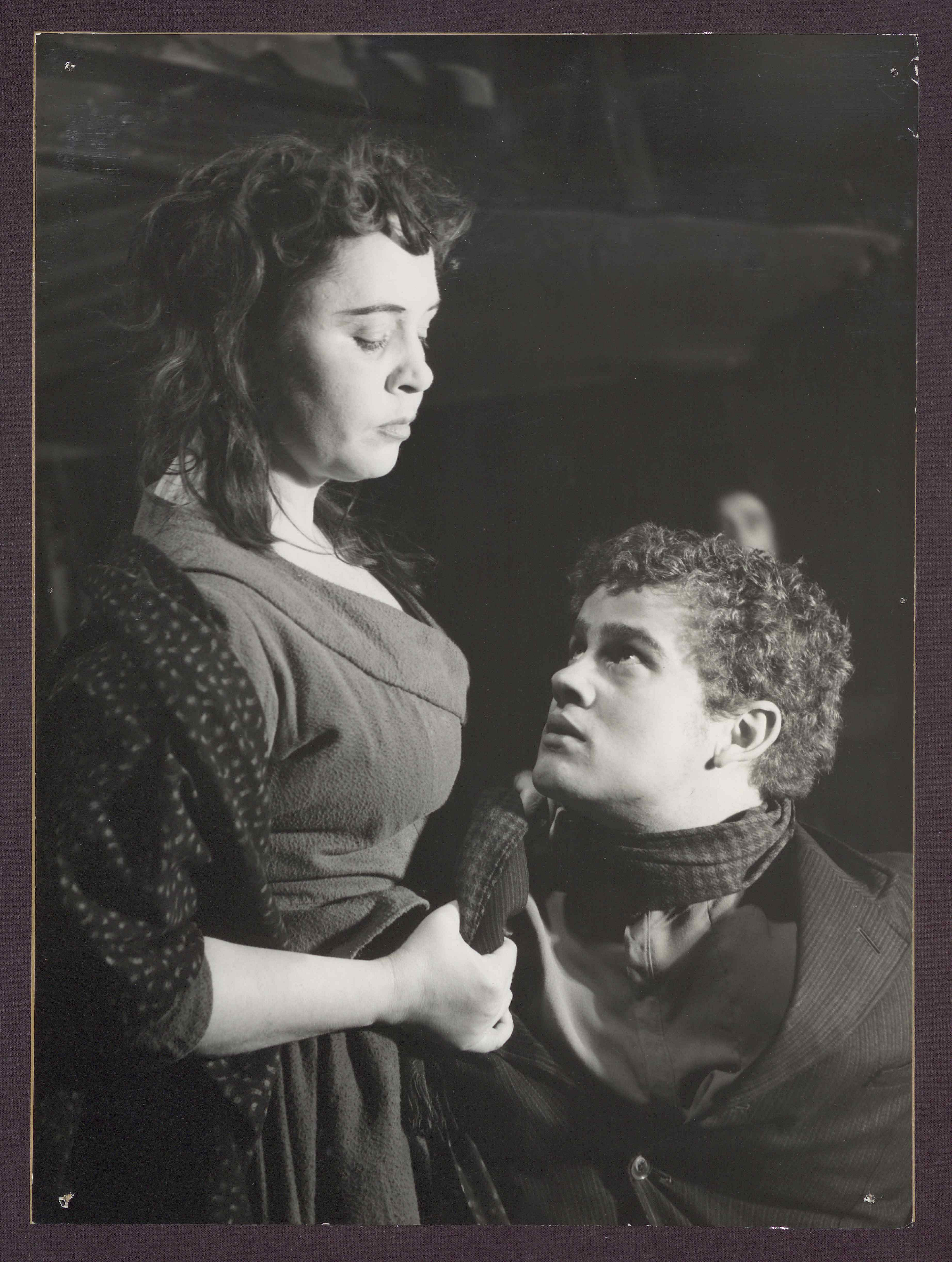
Ursula Schindehütte und Werner Pochath in Nachtasyl am Badischen Staatstheater Karlsruhe (1959/1960)

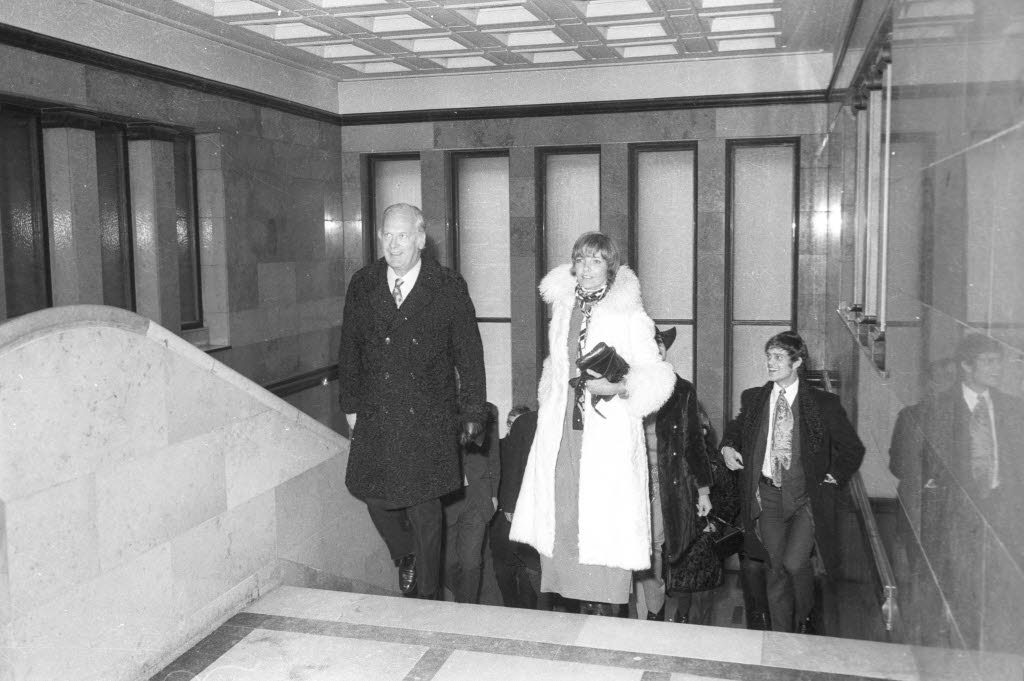
Werner Pochath (1970; rechts)

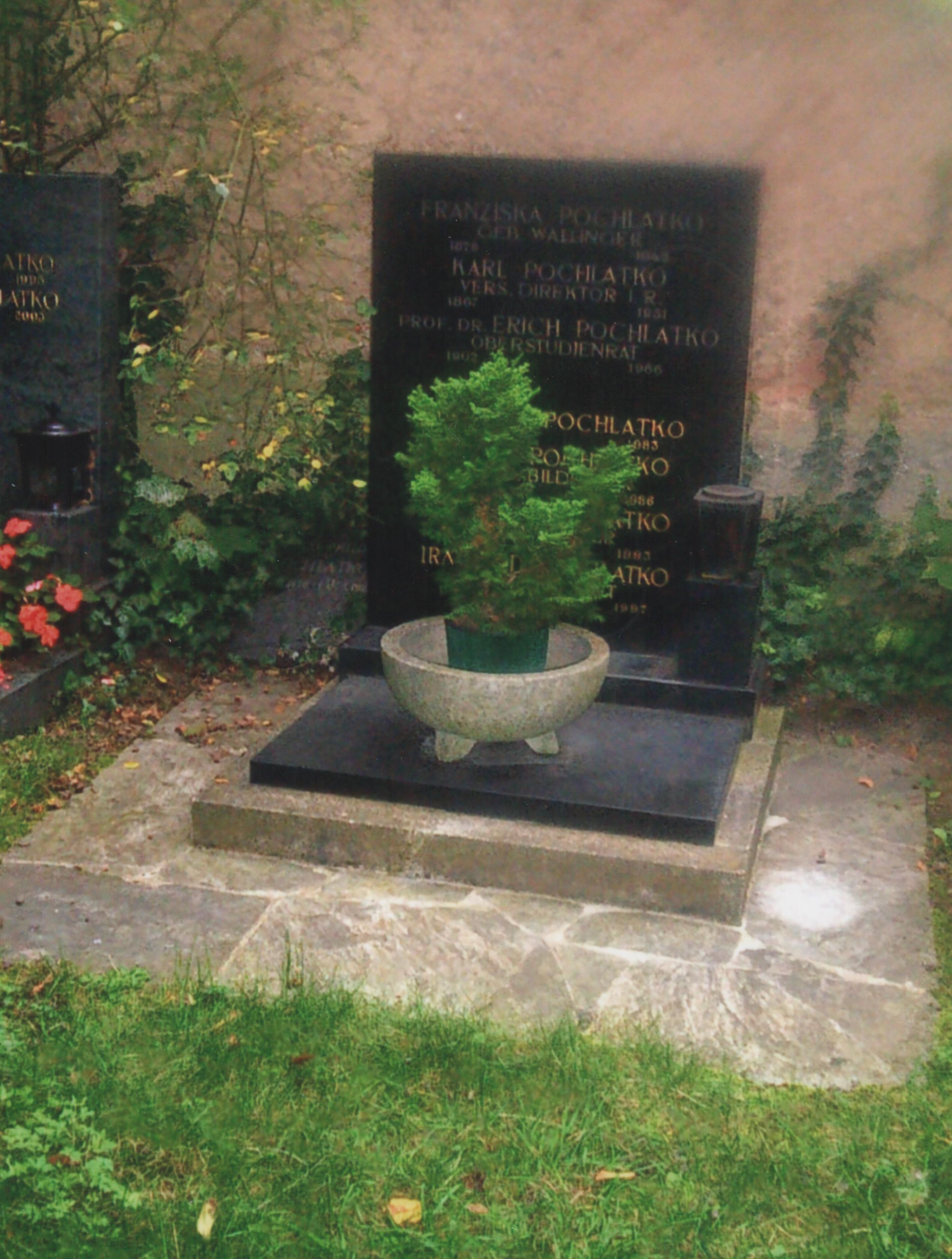
Grabstätte von Werner Pochath

Der ehemalige österreichische Jugendmeister im Eiskunstlauf erlernte das Schauspielhandwerk am renommierten Max-Reinhardt-Seminar in Wien. Dort gab er 1959 am Theater Die Courage sein Debüt als Bühnenschauspieler. Es folgten Theaterstationen in Karlsruhe (1959–1961), in Berlin (Schillertheater), Basel, Wien (Theater in der Josefstadt), Stuttgart und München (Münchner Kammerspiele). 1968 zog er nach Rom. Trotz späterer Filmerfolge kehrte Pochath immer wieder für Gastspiele zur Bühne zurück.
Bereits im Jahr seines Bühnendebüts wirkte der Mime auch das erste Mal in einer Fernsehproduktion mit – neben Elisabeth Flickenschildt in Ludwig Cremers Der Besuch der alten Dame, einer Adaption von Dürrenmatts gleichnamiger Tragikomödie. 1967 besetzte ihn Rolf Thiele für den Krimi Der Tod eines Doppelgängers als Bösewicht. Damit war der blonde Darsteller mit den stahlblauen Augen für lange Zeit auf dieses Image festgelegt. Er verkörperte sehr oft negative, psychisch labile, kaltblütige und psychopathische Charaktere. Man sah ihn zum Beispiel als Widerpart Götz Georges im Thriller Ich spreng’ euch alle in die Luft und von Curd Jürgens in Franz Antels Ab morgen sind wir reich und ehrlich.
Ab 1968 war Pochath in Rom ansässig, wo er für verschiedene italienische, spanische und US-amerikanische Filmproduktionen besetzt wurde, meist in ähnlich gelagerten stereotypen Rollen. Er spielte neben zahlreichen international bekannten Stars wie Tomás Milián (in Sergio Corbuccis Italo-Western Die rote Sonne der Rache), James Coburn (im Abenteuer-Film Auf der Fährte des Adlers), Tony Curtis (in der Komödie Casanova & Co.), Joan Collins (im Erotik-Film Die Zuhälterin), Bud Spencer (Plattfuß in Afrika), Richard Burton (im Kriegsdrama Steiner – Das Eiserne Kreuz, 2. Teil), Franco Nero (Dschungel-Django), David Bowie und Marlene Dietrich (in Schöner Gigolo, armer Gigolo unter der Regie von David Hemmings), Richard Chamberlain (im Fernseh-Mehrteiler Wallenberg über den gleichnamigen schwedischen Diplomaten) und Gene Hackman (im Thriller Target – Zielscheibe). Darüber hinaus übernahm er Gastrollen in zahlreichen Episoden der Krimiserien Der Kommissar, Der Alte und Derrick. 
Seit den 1980er Jahren spielte Pochath überwiegend in B-Movies aus dem Actiongenre, wobei er bisweilen das Pseudonym Paul Werner benutzte. Zu seinen letzten Filmen zählen der Thriller Der Joker (mit Peter Maffay), der Actionfilm Laser Mission (mit Ernest Borgnine und Brandon Lee) und der Krimi Die Sonne über dem Dschungel, in dem er als Terroristenjäger einmal gegen sein Filmimage anspielen konnte.
Ab 1990 betrieb Pochath zudem eine Filmagentur sowie ein Castingbüro. Seine letzte Rolle spielte er in einer Episode der Krimiserie Peter Strohm mit Klaus Löwitsch in der Hauptrolle. Während der Dreharbeiten verschlechterte sich der Gesundheitszustand des an AIDS erkrankten Schauspielers zusehends.
Am 18. April 1993 starb Werner Pochath im Alter von 53 Jahren in den Armen seines Freundes, des Hamburger Ballettdirektors John Neumeier, an einer durch die starken Medikamente hervorgerufenen Leberzirrhose.
Seine Grabstelle liegt auf dem Evangelischen Stadtfriedhof Graz-St. Peter.

## Filmografie (Auswahl)
- 1972: Die rote Sonne der Rache (La banda J.S.: cronaca criminale del Far West)
- 1959: Der Besuch der alten Dame (Fernsehfilm)
- 1961: Die kleinen Füchse (Fernsehfilm)
- 1962: Der Kronanwalt (Fernsehfilm)
- 1966: Stahlnetz: Der fünfte Mann (Fernsehserie, 1 Folge)
- 1966: Der Tod eines Doppelgängers (Fernsehfilm)
- 1967: Das Kriminalmuseum (Fernsehserie, Folge 32: Die Zündschnur)
- 1968: Ich spreng’ Euch alle in die Luft – Inspektor Blomfields Fall Nr. 1
- 1968: Fünf blutige Stricke (Joko, invoca dio… e muori)
- 1969: Venus im Pelz (Le malizie di Venere)
- 1969: Die jungen Tiger von Hongkong
- 1969: Die Engel von St. Pauli
- 1969–1975: Der Kommissar (Fernsehserie, 5 Folgen)
- 1970: Ohrfeigen
- 1971: Die neunschwänzige Katze (Il gatto a nove code)
- 1971: Haie an Bord
- 1972: Sie nannten ihn Krambambuli
- 1972: Die rote Sonne der Rache (La banda J.S.: cronaca criminale del Far West)
- 1972: Dem Täter auf der Spur (Fernsehserie, Folge 14: Der Tod in der Maske)
- 1974: Undine 74
- 1974: Zwei Jahre Ferien (Deux ans de vacances) (Miniserie)
- 1974: Die Teufelsschlucht der wilden Wölfe (Il ritorno di Zanna Bianca)
- 1975: Derrick (Fernsehserie, Folge 7: Madeira)
- 1976: Ab morgen sind wir reich und ehrlich
- 1976: Auf der Fährte des Adlers (Sky Riders)
- 1976: Tatort: … und dann ist Zahltag (Fernsehfilm)
- 1976: Rosemaries Tochter
- 1976: Mosquito der Schänder
- 1977: Casanova & Co.
- 1977: Sonderdezernat K1 (Fernsehserie, Folge 3x06: Zwei zu eins fürs SK1)
- 1977: Kleinhoff Hotel
- 1977: Der Alte (Fernsehserie, Folge 9: Verena und Annabella)
- 1978: Die Zuhälterin (Poliziotto senza paura)
- 1978: Der Alte (Fernsehserie, Folge 12: Ein Koffer)
- 1978: Plattfuß in Afrika (Piedone l'africano)
- 1978: Schöner Gigolo, armer Gigolo
- 1979: Steiner – Das Eiserne Kreuz, 2. Teil
- 1979: Das Licht der Gerechten (La lumière des justes) (Miniserie)
- 1979: Die Protokolle des Herrn M. (Fernsehserie, Folge 12: Das rote Signal)
- 1979: Dschungel Django (Il cacciatore di squali)
- 1979: Horrorsex im Nachtexpress (La ragazza del vagone letto)
- 1980: Maria – Nur die Nacht war Zeuge
- 1980: Jungfrau unter Kannibalen (Sexo caníbal)
- 1980: Der Alte (Fernsehserie, Folge 39: Die Tote Hand)
- 1982: Tatort: So ein Tag …
- 1982: Im Dschungel ist der Teufel los
- 1983: Victim … ein Opfer nimmt Rache (USA, violación y venganza)
- 1983: In Zeiten wie diesen …
- 1983: Let’s go crazy
- 1984: Der Alte (Fernsehserie, Folge 76: Alleingang)
- 1984: Rush 2 – Final Game (Rage)
- 1984: Der Alte (Fernsehserie, Folge 86: Der Klassenkamerad)
- 1985: Afghanistan Connection (I giorni dell'inferno)
- 1985: Raoul Wallenberg (Wallenberg: A Hero’s Story) (Miniserie)
- 1985: Hungrige Skorpione (Squadra selvaggia)
- 1985: Target – Zielscheibe (Target)
- 1985: Rose Tattoo (Manila Tattoo)
- 1987: Kommando Schwarzer Panther (Tempi di guerra)
- 1987: Brothers in Blood (La sporca insegna del coraggio)
- 1987: Der Joker
- 1988: Ein Mann geht durch die Hölle (Striker)
- 1988: Ratman (Quella villa in fondo al parco)
- 1988: Thunder 3
- 1988: Feuersturm und Asche (War and Remembrance) (Miniserie)
- 1989: Born to Win (Nato per combattare)
- 1989: GI Killer (Cop game)
- 1989: Laser Mission
- 1990: Ein Schloss am Wörthersee (Fernsehserie, Folge 03: Zwei Gauner auf Urlaub)
- 1993: Sonne über dem Dschungel (Ogni scimmia ha il suo ramo)
- 1995: Peter Strohm (Fernsehserie, Folge 4x03: Wien ist anders)